# Isländische Fußballmeisterschaft 1957
Die isländische Fußballmeisterschaft 1957 war die 46. Spielzeit der höchsten isländischen Fußballliga. Sie begann am 10. Juni 1957 und endete am 23. September 1957.
Es nahmen sechs Teams am Bewerb teil, die jeweils einmal gegeneinander antraten, wobei ÍB Hafnarfjörður neu aus der zweiten Liga aufgestiegen war. Der Titel ging zum bisher vierten Mal an ÍA Akranes.

## Abschlusstabelle
| Pl. | Verein               | Sp. | S | U | N | Tore    | Quote | Punkte |
| --- | -------------------- | --- | - | - | - | ------- | ----- | ------ |
| 1.  | ÍA Akranes           | 5   | 5 | 0 | 0 | 014:200 | 7,00  | 10:0   |
| 2.  | Fram Reykjavík       | 5   | 3 | 1 | 1 | 007:300 | 2,33  | 07:30  |
| 3.  | Valur Reykjavík (M)  | 5   | 2 | 2 | 1 | 011:700 | 1,57  | 06:40  |
| 4.  | ÍB Hafnarfjörður (N) | 5   | 1 | 1 | 3 | 005:900 | 0,56  | 03:70  |
| 5.  | KR Reykjavík         | 5   | 0 | 2 | 3 | 003:100 | 0,30  | 02:80  |
| 6.  | ÍBA Akureyri         | 5   | 0 | 2 | 3 | 006:150 | 0,40  | 02:80  |

| (M) | amtierender isländischer Meister |
| (N) | Neuaufsteiger                    |

### Kreuztabelle
Die Kreuztabelle stellt die Ergebnisse aller Spiele dieser Saison dar. Alle Spiele wurden auf neutralem Platz (Melavöllur) ausgetragen. Die Ergebnisse sind immer aus Sicht der Mannschaft in der ersten Spalte angegeben.
| 1957             | Fram Reykjavík | ÍBA Akureyri | ÍA Akranes | ÍBH | KR Reykjavík |     |
| Fram Reykjavík   |                | 2:0          | 1:2        | 2:0 | 1:0          | 1:1 |
| ÍBA Akureyri     | –              |              | 0:3        | 2:2 | 2:2          | 2:6 |
| ÍA Akranes       | –              | –            |            | 1:0 | 4:0          | 4:1 |
| ÍB Hafnarfjörður | –              | –            | –          |     | 3:1          | 0:3 |
| KR Reykjavík     | –              | –            | –          | –   |              | 0:0 |
| Valur Reykjavík  | –              | –            | –          | –   | –            |     |

## Abstiegsplayoff
Da die beiden letztplatzierten Teams der regulären Saison punktgleich waren, wurde der Absteiger in einem Playoff ermittelt. Durch einen 1:0-Sieg sicherte sich KR Reykjavík den Klassenerhalt.
| Paarung   | KR Reykjavík – ÍBA Akureyri |
| Ergebnis  | 1:0                         |
| Datum     | 31. August 1957             |
| Stadion   | Melavöllur, Reykjavík       |
| Zuschauer | 1.570                       |
| Tore      | unbekannt                   |

## Torschützen
Die folgende Tabelle gibt die besten Torschützen der Saison wieder.
| Rang | Tore | Spieler           | Verein          |
| ---- | ---- | ----------------- | --------------- |
| 1.   | 6    | þorður þorðarsson | ÍA Akranes      |
| 2.   | 5    | Gunnar Gunnarson  | Valur Reykjavík |
| 3.   | 4    | Rikarður Jonsson  | ÍA Akranes      |
| 4.   | 3    | Björgvin Arnarson | Fram Reykjavík  |